# Камышовка (Белогорский район)
Камышо́вка (также Камышевка, до 1948 года Колмукар, Калму-Кары, ; укр. Комишівка, крымскотат. Qalmuq Qarı, Калмукъ Къары) — исчезнувшее село в Белогорском районе Республики Крым, на территории Зеленогорского сельского поселения (согласно административно-территориальному делению Украины — Зеленогорского сельсовета Автономной Республики Крым). Находилось на реке Сарысу, примерно в 1—1,3 километра западнее современного села Александровка.

## История
Время образования населённого пункта пока не установлено — безымянные строения на месте села отмечены уже на двухкилометровке РККА 1942 года; в исторических документах впервые встречается в указе Президиума ВС РСФСР от 18 мая 1948 года о переименовании населённых пунктов Крымской области, согласно которому село Колмукар, или Калму-Кары было переименовано в Камышевку. С 1953 года село в составе Зеленогорского сельсовета. 26 апреля 1954 года Крымская область была передана из состава РСФСР в состав УССР. Согласно справочнику «Крымская область. Административно-территориальное деление на 1 января 1968 года», село, как Камышовка, ликвидировано в период с 1954 по 1968 годы, при этом на 15 июня 1960 года, оно ещё числилось в составе Зеленогорского сельсовета.